# ビディンゲン
ビディンゲン (ドイツ語: Bidingen) は、ドイツ連邦共和国バイエルン州シュヴァーベン行政管区のオストアルゴイ郡に属す町村（以下、本項では便宜上「町」と記述する）であり、ビーセンホーフェン行政共同体を構成する自治体の一つである。

## 地理
ビディンゲンはアルゴイ地方に位置する。

### 自治体の構成
この町は、公式には13の地区 (Ort) からなる。このうち小集落や孤立農場などを除く集落を以下に列記する。
- ベルンバッハ
- ビディンゲン
- ガイスラーツリート
- オプ
- トレンメルシュヴァング

## 歴史
ビディンゲン家一門は1256年から1341年まで存続していたことが証明されている。現在シュヴァーベン行政管区にあるビディンゲンは、1506年にこの集落の領主権と裁判権を有したアウクスブルク司教本部に属した。1803年の帝国代表者会議主要決議以降はバイエルンに属した。バイエルン州の行政区画に伴う1818年の市町村令によって現在の自治体が成立した。現在の町域はバイエルンの市町村再編によって、当時は独立した自治体であったベルンバッハとビディンゲンが合併して成立した。

### 人口推移
- 1970年 1,477人
- 1987年 1,383人
- 2000年 1,620人

## 行政
町長はマルティ・フランツ (Wählergemeinschaft Bernbach/Dorfgemeinschaft) である。

### 紋章
図柄: 赤字に3本の弓なりの銀のフランケンの桟。

## 経済と社会資本
- 国民学校 1校

## 引用
1. ↑  https://www.statistikdaten.bayern.de/genesis/online?operation=result&code=12411-003r&leerzeilen=false&language=de Genesis-Online-Datenbank des Bayerischen Landesamtes für Statistik Tabelle 12411-003r Fortschreibung des Bevölkerungsstandes: Gemeinden, Stichtag (Einwohnerzahlen auf Grundlage des Zensus 2011)
2. ↑  Bayerische Landesbibliothek Online